# Alpes Cotios
La provincia romana de los Alpes Cotios (en latín, Alpes Cottiae) fue una provincia romana, la central de las tres pequeñas provincias montadas a horcajadas sobre la cordillera de los Alpes, entre la Galia e Italia. Limitaba al oeste con la Galia Narbonense, al sur con los Alpes Marítimos, Italia al este y los Alpes Peninos al norte. La capital provincial estaba en Segusio.
La tarea estratégica de la provincia era salvaguardar las comunicaciones en los pasos alpinos. La provincia fue nombrada en recuerdo de Marco Julio Cotio, rey romanizado de una tribu local de ligures, a finales del siglo I a. C., que, como aliado de Roma, estableció un reino protectorado, completamente integrado al Imperio romano en el siglo I. Inicialmente Cotio y, después de él, su hijo del mismo nombre continuaron gobernando como reyes de un protectorado. Tras esto comenzó a ser designado directamente un procurador romano, por los años 64 a 65. Los gobernadores de la provincia eran prefectos del orden ecuestre.
Por los Alpes Cotios pasaba la vía Domitia.

## Poblaciones
Los principales asentamientos fueron:
- Ocelum (Avigliana o Acceglio).
- Segusio (Susa), capital provincial.
- Scingomagus (Exilles).
- Gaesao (Cesana Torinese).